# Cotesia glomerata
Cotesia glomerata là một loài tò vò ký sinh nhỏ thuộc họ Braconidae. Loài này được Carl Linnaeus mô tả lần đầu trong ấn phẩm năm 1758 của ông ấn bản thứ 10 của Systema Naturae.

## Mô tả

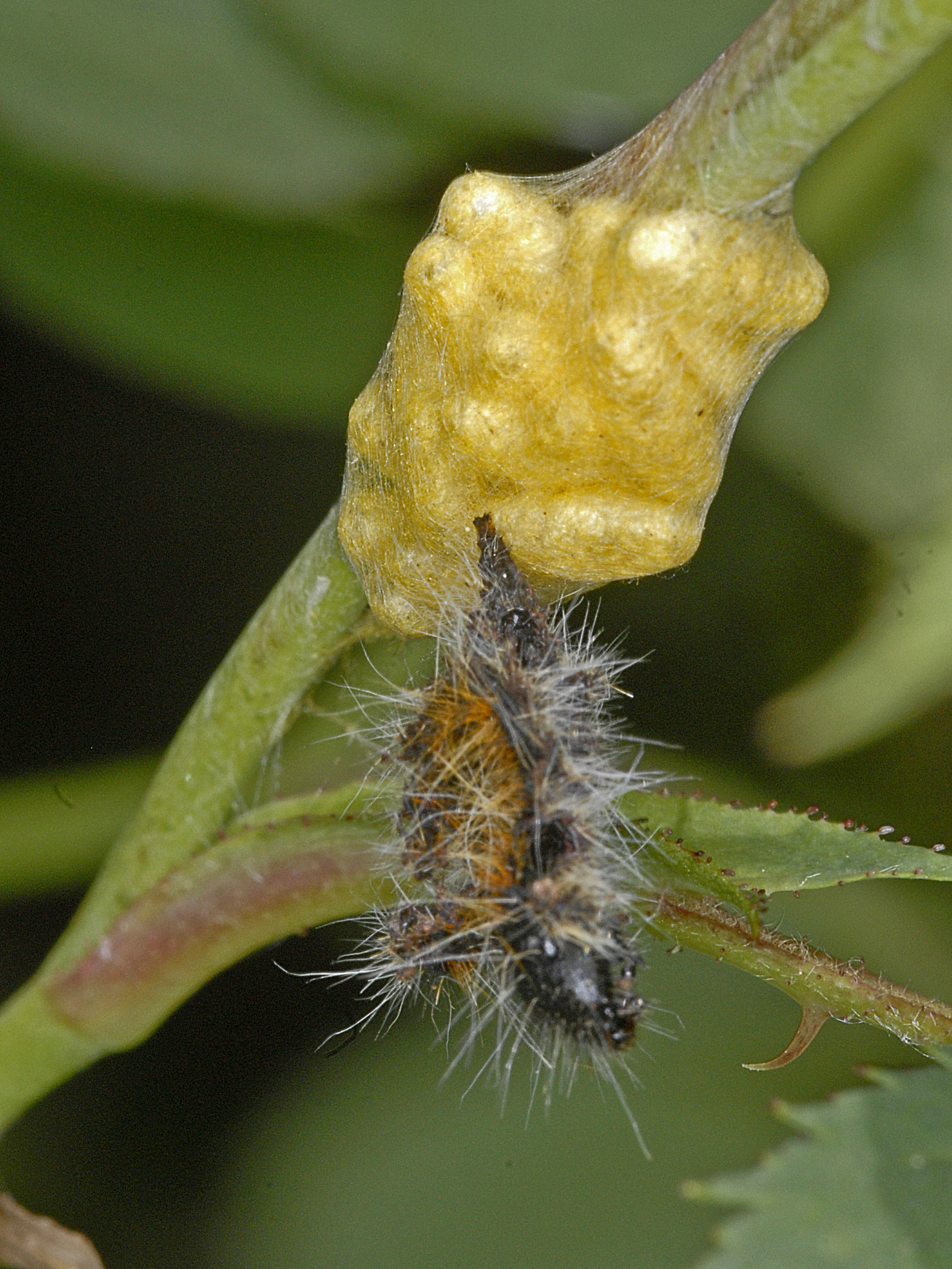
Kén của loài Cotesia với xác của một con sâu bướm ký sinh đã chết

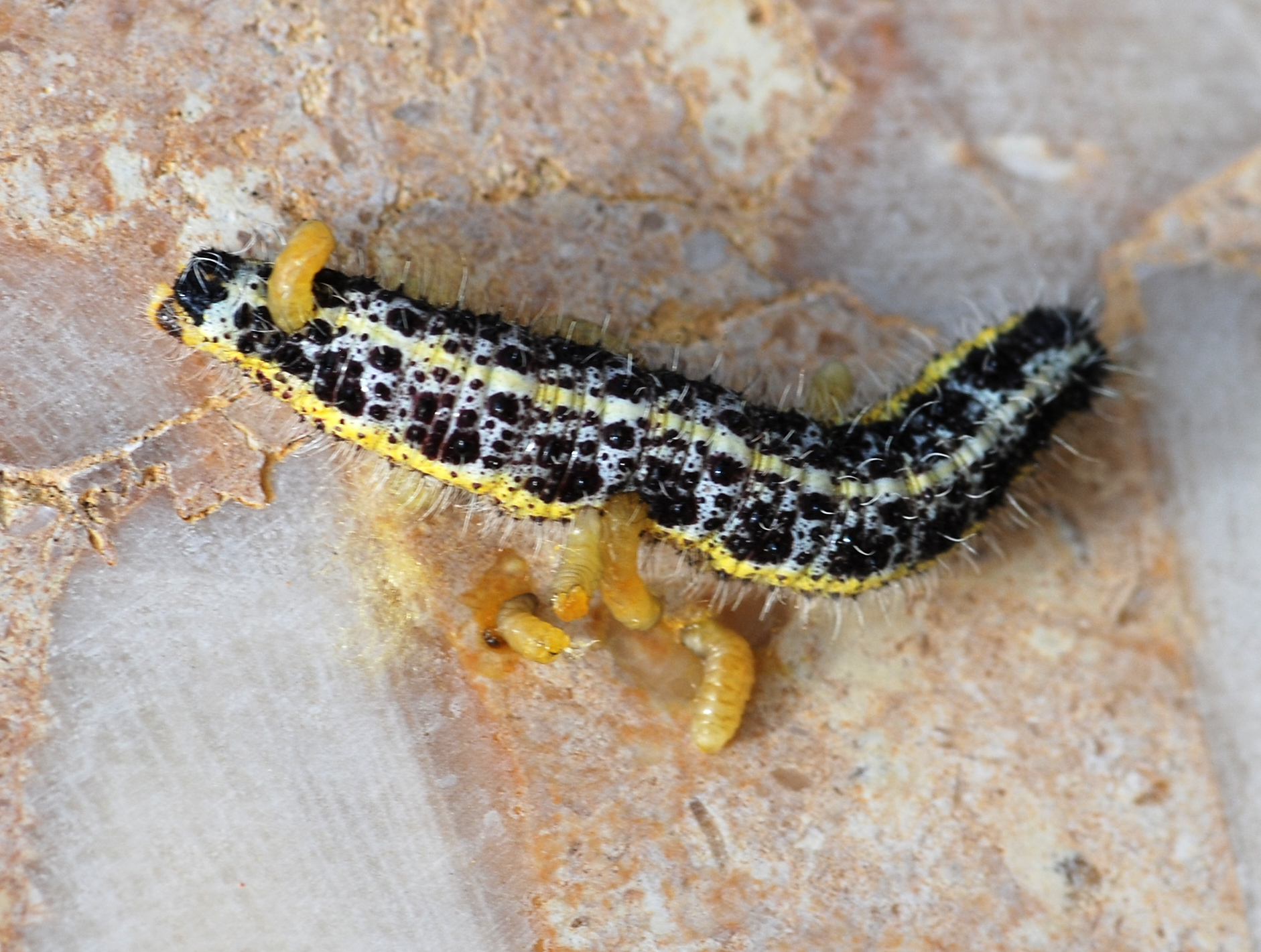
Ấu trùng của Cotesia glomerata chui ra từ một con sâu bướm Pieris brassicae

Cá thể trưởng thành của Cotesia glomerata có thể dài từ 3–7 milimét (0,12–0,28 in). Con nhỏ màu đen với hai cặp cánh. Chúng có thể ký sinh trên nhiều loài bướm Pieris, nhưng loài lớn màu trắng (Pieris brassicae) và bướm trắng nhỏ (Pieris rapae)) là các vật chủ chủ yếu. Cá thể trưởng thành ăn mật hoa.